# Arhit
Arhit [arhít] (starogrško Αρχύτας: Arhítas), starogrški filozof, matematik, astronom, državnik, strateg in vojskovodja, * 428 pr. n. št. Tarent (Tarentum ali tudi Taras), Magna Graecia, sedaj Taranto, Italija, † 347 pr. n. št.

## Življenje in delo
Arhit je bil Mnesagorov ali Histiejev sin. Nekaj časa ga naj bi učil tudi Filolaj. Bil je Evdoksov učitelj matematike, Platonov učitelj geometrije in učitelj v Atenah. Njegov in Evdoksov učenec je bil Dejnostratov brat Menehmo. Arhit je spadal v skupino mlajših pitagorejcev. V svetu filozofije je najbolj znan po tem, da je vpeljal Platona v pitagorejstvo, ki je v večji meri vplival na razvoj platonizma. To njuno sodelovanje je izpričano v Platonovih Pismih.
Včasih Arhit velja za utemeljitelja matematične mehanike.
Kakor je poročal Evtokij, je Arhit na svoj način rešil problem podvojitve kocke z geometrijsko konstrukcijo v prostoru. Hipokrat je pred njim skrčil problem na iskanje srednjih sorazmerij. Arhitova teorija razmerij je obdelana v VIII. knjigi Evklidovih Elementov.
Krivulja, ki jo je uporabil pri problemu podvojitve kocke se imenuje po njem Arhitova krivulja.
Dokazal je, da zmnožek dveh zaporednih števil nikoli ni kvadratno število.
Pisal je o zvoku.
Poleg tega je bil sedemkrat izvoljen za tarentskega stratega.